# A3高速公路 (瑞士)
A3高速公路（德語：Autobahn 3），是瑞士一條高速公路，西北起接壤法國邊境的巴塞爾（A35高速公路），向東南斜貫全境，經過蘇黎世，至默爾斯，并入A13高速公路。全長180公里。
公路1967年首段通車，2009年利馬特谷立交與南蘇黎世之間的繞道（A3w）通車，另有A1h支線。是歐洲E25和E60公路的一部份。

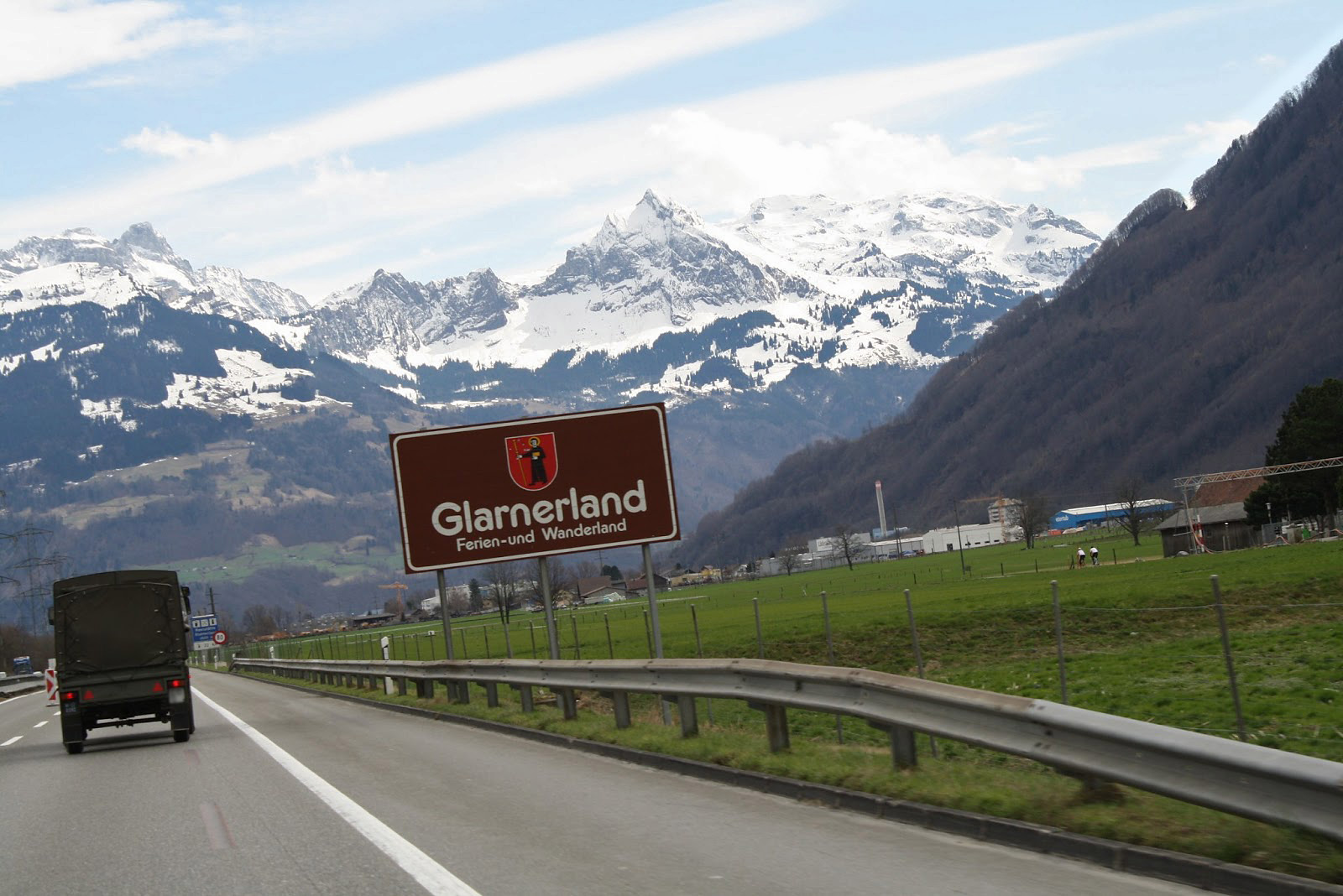
在格拉魯斯州的路段，远处为格拉鲁斯山

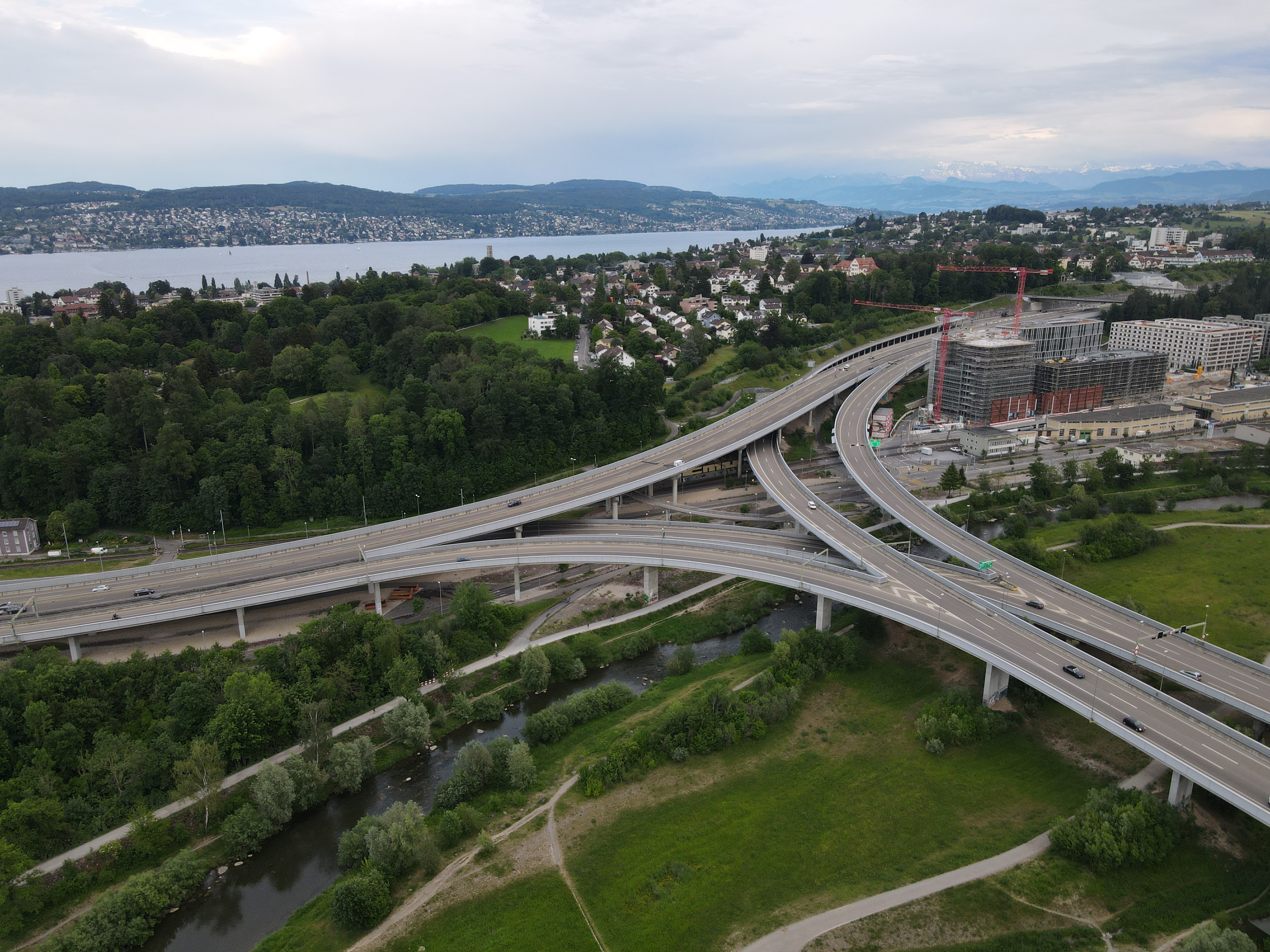
在玉特利山隧道东出口的立交桥，远处为苏黎世湖

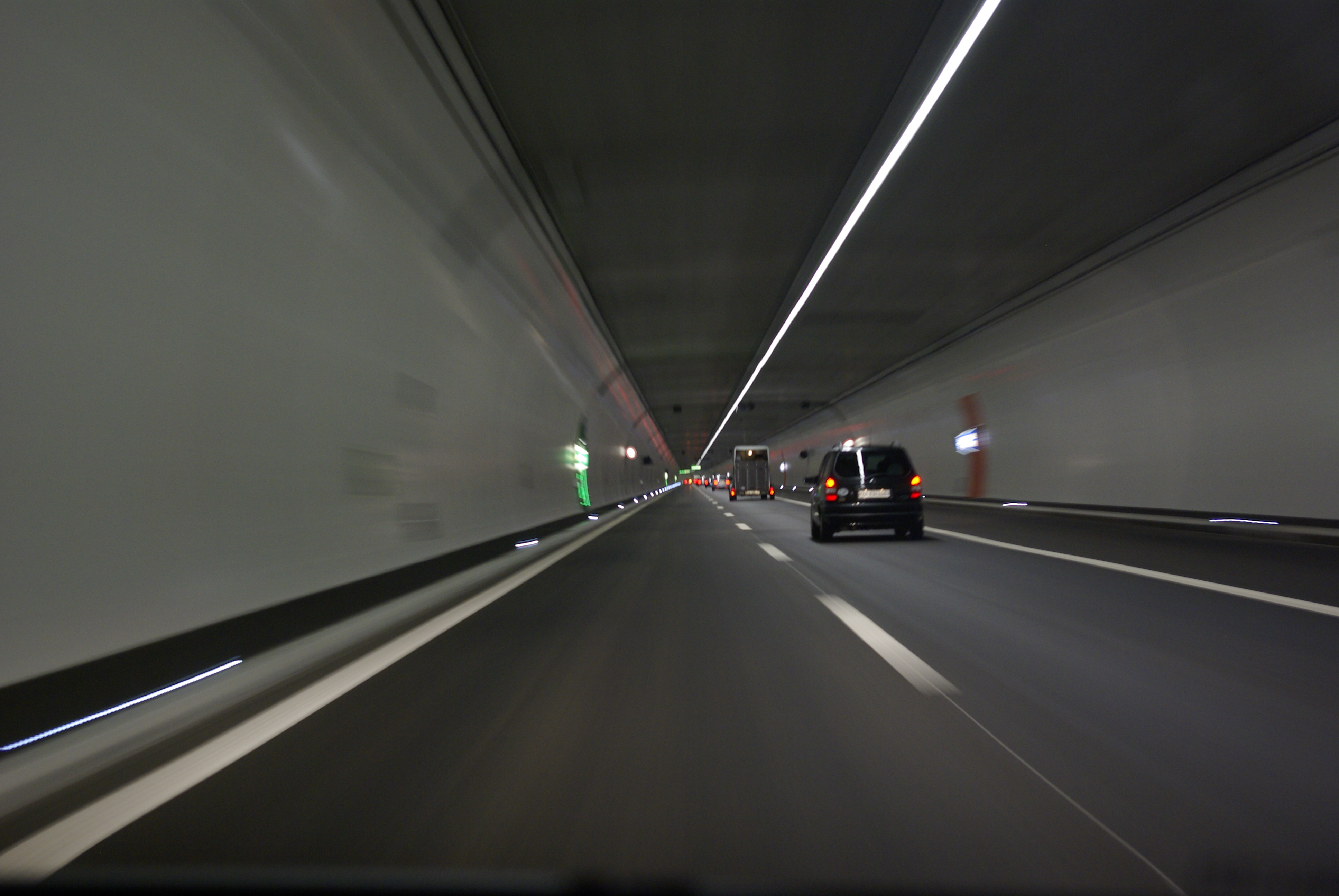
玉特利山隧道的内景